# Timothée II d'Alexandrie
 (mai 2011).
Si vous disposez d'ouvrages ou d'articles de référence ou si vous connaissez des sites web de qualité traitant du thème abordé ici, merci de compléter l'article en donnant les références utiles à sa vérifiabilité et en les liant à la section « Notes et références ».

Timothée II, dit Timothée Élure (c'est-à-dire en grec Αἴλουρος, « le Chat »), fut patriarche d'Alexandrie des monophysites de mars 457 à janvier 460 et de 475 jusqu'à sa mort le 31 juillet 477

## Biographie
Le concile de Chalcédoine (451) avait déposé Dioscore Ier, accusé d'adhérer à la doctrine d'Eutychès, et l'avait remplacé par Protérius. Une grande partie des fidèles et des moines d'Égypte n'acceptèrent pas cette décision et dénièrent toute validité au concile. Ils continuèrent à considérer Dioscore, en exil à Gangres, comme le seul patriarche légitime, jusqu'à sa mort en 454. Ensuite ils ne reconnurent pas plus Protérius, en qui ils voyaient un hérétique nestorien. Le siège était pour eux vacant.
Au printemps 457 (pendant la période de Pâques), enhardie par la mort de l'empereur Marcien (organisateur du concile de Chalcédoine) en janvier, et profitant d'une absence de Dionysius, commandant des légions, parti pour la Haute-Égypte, une foule insurgée procéda à l'élection et à l'intronisation comme patriarche de Timothée Élure, un ancien moine devenu prêtre de l'Église d'Alexandrie. Étaient présents à l'événement Pierre l'Ibère, évêque monophysite de Maïouma, en Palestine, poursuivi par les autorités et réfugié en Égypte, et Eusèbe, évêque déposé de Péluse. Ensuite tous trois, accompagnés de la foule, allèrent prendre possession du palais patriarcal dont ils chassèrent Protérius, forcé de se réfugier dans le baptistère. Dionysius revint à marches forcées à Alexandrie et disposa ses troupes dans la ville, mais il ne put empêcher l'assassinat de Protérius, avec six de ses collaborateurs, dès qu'il sortit de son refuge. Le corps du patriarche fut suspendu à une corde et promené dans les rues, puis finalement brûlé.
Le nouvel empereur Léon Ier prit le temps de reconsulter les évêques sur le concile de Chalcédoine, qui avait été organisé par Marcien. Début 460, le général Stilas fut envoyé à Alexandrie pour déposer et arrêter Timothée, qui fut exilé à Gangres comme Dioscore. L'usurpation de Basiliscus, favorable aux monophysites, en janvier 475, permit à Timothée de revenir à Alexandrie, d'où ses partisans expulsèrent son remplaçant Timothée Salophaciole. Le chef des monophysites resta ensuite sur le siège jusqu'à sa mort le 31 juillet 477.

## Écrits conservés
- CPG 5475-5491